# Chamba (Volk)
Die Chamba (auch Samba genannt) sind ein Volk von Kamerun und Nigeria.
Obwohl sie eine genetische Einheit als Volksgruppe bilden, sprechen sie zwei entfernt verwandte Sprachen: Chamba leko der Leko-Nimbari-Sprachen und Samba Daka der dakoiden Sprachen. Die Chamba haben noch ihren eigenen teils religiösen Glauben, bekannt als Chamba-Religion.
Die Chamba in Kamerun sind in zwei Sub-Sets gespalten: Bali-Nyonga, Bali Kumbat, Bali-Gham, Bali-Gangsin und Bali-Gasho.